# پرینستون (میزوری)
پرینستون (به انگلیسی: Princeton) یک شهر در ایالات متحده آمریکا است که در شهرستان مرسر، میزوری واقع شده‌است. پرینستون ۴٫۱۴ کیلومتر مربع مساحت و ۱٬۱۶۶ نفر جمعیت دارد و ۲۹۳ متر بالاتر از سطح دریا قرار دارد.